# Х-58
Х-58 («изделие 112», «изделие Д-7», по кодификации МО США и НАТО — AS-11 Kilter) — противорадиолокационная ракета (ПРР) среднего радиуса действия (до 250 км для Х-58УШКЭ), разработанная в СССР дубненским МКБ Радуга для замены ракеты Х-28. Принята на вооружение в 1978 году, обновлена в 1992 году. Целеуказание — до запуска, от бортового датчика или подвесной станции. ГСН ракеты может наводиться на радиолокационные станции, работающие в импульсном режиме и в режиме постоянной перестройки частоты.

## Разновидности
- Х-58 — противорадиолокационная ракета
  - Х-58Э — экспортный вариант Х-58. Дальность — 200 км[2]
- Х-58А — противокорабельный вариант, 1992 год
- Х-58У (У — унифицированная) — ПРР с расширенным диапазоном литер частот ПРЛГСН: А, А, В и С. На ракете установлен новый двигатель, увеличена дальность. Возможно получение целеуказания от СПО «Пастель»[3]
- Х-58УШК(Э) — разновидность, приспособленная для размещения во внутренних отсеках вооружения самолётов (в частности, Су-57)[4]. Имеет широкополосную пассивную ГСН, аналогичную Х-31ПД. Проходит испытания[5]
  - Х-58УШКЭ (ТП) — вариант с дополненной тепловым каналом системой наведения, представленный в экспортном исполнении на МАКС-2015[6]

## Боевое применение
Используется российской стороной в ходе вторжения России на Украину

## Характеристики
| Характеристика          | Значение |
| ----------------------- | --- |
| Назначение              | Противорадиолокационная авиационная управляемая ракета «воздух-земля» средней дальности |
| Разработчик             | МКБ «Радуга» |
| Принято на вооружение   | 1978 |
| Стартовая масса, кг     | 640 |
| Длина, м                | 4,8 |
| Диаметр, мм             | 380 |
| Размах крыла, мм        | 1170 |
| Скорость, м/с (М)       | 1195 (3,6) |
| Дальность, км           | 70..120 (в зависимости от высоты и скорости пуска; Х-58УШКЭ — до 250) |
| Боевая часть            | Фугасная, 150 кг |
| Диапазон несущих частот | 1,2-11 ГГц |
| Наведение               | Пассивное радиолокационное |
| Взрыватель              | лазерный неконтактный |
| Носитель                | МиГ-25БМ, Су-17М3/М4 (с использованием контейнера «Вьюга»), Су-24 (2 ракеты на АКУ-58, система "Филин"), Су-24М (2 ракеты на АКУ-58-1 с применением оборудования «Фантасмагория»), Су-25Т, Су-30МК, Су-33КУБ, Су-34 |